# Avatar: Fire and Ash
Avatar: Fire and Ash ist ein angekündigter US-amerikanischer Science-Fiction-Film, für den James Cameron als Regisseur, Drehbuchautor und Filmproduzent fungiert. Es ist der dritte Film in Camerons Avatar-Filmreihe und eine Fortsetzung von Avatar: The Way of Water (2022). Cameron produziert den Film mit Jon Landau bei Lightstorm Entertainment. Am Drehbuch waren neben Cameron auch Rick Jaffa, Amanda Silver, Josh Friedman und Shane Salerno beteiligt. Der Großteil der etablierten Besetzung aus den beiden Vorgängerfilmen ist erneut in den entsprechenden Rollen zu sehen, neue Figuren werden von Oona Chaplin und David Thewlis verkörpert. Im August 2024 wurde Avatar: Fire and Ash als offizieller Titel bekanntgegeben, zuvor wurde Avatar: The Seed Bearer als möglicher Titel für den Film in Betracht gezogen.
Cameron, der 2006 erklärt hatte, dass er gern Fortsetzungen von Avatar – Aufbruch nach Pandora machen würde, wenn er erfolgreich wäre, kündigte 2010 die ersten beiden Fortsetzungen nach dem weit verbreiteten Erfolg des ersten Films an, wobei Avatar: Fire and Ash eine Veröffentlichung im Jahr 2015 anstrebte. Das Hinzufügen von drei weiteren Fortsetzungen (zu der ersten) und die Notwendigkeit, eine neue Technik zu entwickeln, um Performance-Capture-Szenen unter Wasser zu filmen, eine Leistung, die noch nie zuvor erreicht wurde, führten jedoch zu erheblichen Verzögerungen. Um dies zu ermöglichen, hatte die Crew mehr Zeit für das Schreiben, die Vorproduktion und die visuellen Effekte. Die Dreharbeiten zu Avatar: Fire and Ash begannen gleichzeitig zu Avatar: The Way of Water in Neuseeland am 25. September 2017; sie wurden Ende Dezember 2020 nach über dreijähriger Drehzeit abgeschlossen. Der Film befindet sich derzeit in Postproduktion.
Der Kinostart des Films wurde mehrere Male verzögert, zuletzt im Zuge des WGA-Streiks 2023. Die Veröffentlichung ist nun für den 19. Dezember 2025 in den USA geplant. Zwei weitere Fortsetzungen befinden sich in Produktion und werden voraussichtlich am 21. Dezember 2029 bzw. 19. Dezember 2031 in den USA veröffentlicht.

## Handlung
Der Film wird ein neues Volk zeigen, das sogenannte „Asche-Volk“, welches stark mit dem Element Feuer verbunden ist und den Antagonisten im Film darstellen wird. Cameron sagte, dass er die Na'vi von einer anderen Seite als die umweltfreundlichen Stämme zeigen möchte.

## Produktion

### Entwicklung
Im Jahr 2006 erklärte Cameron, dass er hoffe, zwei Fortsetzungen des Films zu machen, wenn Avatar – Aufbruch nach Pandora erfolgreich sei, der weit verbreitete Erfolg des Films bestätigte, dass er dies tun würde. Die Fortsetzungen waren ursprünglich für die Veröffentlichung im Dezember 2014 und 2015 geplant. Er nahm bestimmte Szenen in den ersten Film für zukünftige Fortsetzungen auf. Cameron plante, die Fortsetzungen hintereinander zu drehen und mit der Arbeit zu beginnen, „sobald der Roman festgenagelt ist“. Im Dezember 2009 wurde bestätigt, dass die Fortsetzungen weiterhin den Charakteren von Jake und Neytiri folgen. Cameron implizierte, dass die Menschen als Antagonisten der Geschichte zurückkehren würden. Im Jahr 2011 erklärte Cameron seine Absicht, die Fortsetzungen mit einer höheren Bildrate (HFR) als dem Industriestandard von 24 Bildern pro Sekunde zu filmen, um ein gesteigertes Realitätsgefühl hinzuzufügen.
2013 kündigte Cameron an, dass die Fortsetzungen in Neuseeland gedreht würden, wobei die Aufzeichnung der Aufführung 2014 stattfinden soll. Eine Vereinbarung mit der neuseeländischen Regierung verlangte, dass mindestens eine Weltpremiere in Wellington stattfinden und mindestens 500 Millionen NZ$ (etwa 410 Millionen US-Dollar zum Wechselkurs von Dezember 2013) für Produktionsaktivitäten in Neuseeland ausgegeben werden sollen, einschließlich Live-Action-Dreharbeiten und visueller Effekte. Die neuseeländische Regierung kündigte an, ihre grundlegende Steuererstattung für das Filmemachen von 15 % auf 20 % zu erhöhen, wobei in einigen Fällen 25 % für internationale Produktionen und 40 % für neuseeländische Produktionen (wie in Abschnitt 18 der New Zealand Film Commission definiert, verfügbar sind (Gesetz 1978)).
Im Februar 2016 hieß es, die Produktion der Fortsetzungen solle im April 2016 in Neuseeland beginnen. Kameramann Russell Carpenter, der mit Cameron an True Lies und Titanic arbeitete, und Artdirector Aashrita Kamath traten als Crewmitglieder für die vier Fortsetzungen bei. Kirk Krack, Gründer von Performance Freediving International, arbeitete als Freitauchtrainer für die Besetzung und Crew der Unterwasserszenen. Am 31. Juli 2017 wurde bekannt gegeben, dass das neuseeländische Studio für visuelle Effekte Weta Digital mit der Arbeit an den Avatar-Fortsetzungen begonnen hatte.
Rick Jaffa und Amanda Silver wurden ursprünglich als Co-Autoren von Cameron angekündigt; später wurde bekannt gegeben, dass Cameron, Jaffa, Silver, Josh Friedman und Shane Salerno am Schreibprozess aller Fortsetzungen beteiligt waren, bevor sie beauftragt wurden, die separaten Skripte fertigzustellen, wodurch die eventuellen Autorenkredite unklar wurden. Josh Friedman gab jedoch im November 2015 über sein Twitter bekannt, dass er den dritten Film mitgeschrieben hat. Im November 2022 gab Friedman bekannt, dass er tatsächlich auch das Drehbuch für den vierten Film mitgeschrieben hatte.

### Casting
Im Januar 2010 wurde bestätigt, dass Sam Worthington und Zoe Saldana ihre Rollen in den Fortsetzungen wiederholen. Cameron erklärte auch, dass Sigourney Weaver in allen drei Fortsetzungen zu sehen sein würde (die vierte war damals nicht geplant) und dass ihre Figur Grace Augustine am Leben sein würde, aber später wurde bekannt, dass sie stattdessen Kiri, Jakes und Neytiris Adoptivtochter, spielen würde. Im August 2017 gab Cameron in einem Interview mit Empire bekannt, dass Stephen Lang nicht nur in allen vier Fortsetzungen zurückkehren, sondern auch der Hauptschurke in allen vier Filmen sein würde.
Am 3. Oktober 2017 hatte Kate Winslet in allen vier Fortsetzungen für eine nicht näher bezeichnete Rolle im Film unterschrieben. Cameron kommentierte: „Kate und ich suchten seit 20 Jahren nach etwas, das wir zusammen tun könnten, seit unserer Zusammenarbeit bei Titanic, die eine der lohnendsten meiner Karriere war“, und fügte hinzu, dass ihre Figur Ronal hieß. Winslet kommentierte, dass ihre Rolle „relativ klein im Vergleich zu den langen Dreharbeiten“ sei, da sie nur einen Monat Dreharbeiten haben würde, aber auch „eine zentrale Figur in der laufenden Geschichte“.
Im Juni 2017 trat Oona Chaplin der Besetzung als Varang bei, „eine starke und lebendige zentrale Figur, die die gesamte Saga der Fortsetzungen umspannt“, beginnend mit Teil 3. Eiza González sprach ebenfalls für Chaplins Rolle vor. Im April 2018 gab David Thewlis seine Beteiligung an der Franchise bekannt und erklärte, dass er in drei der vier Fortsetzungen zu sehen sein würde, und erklärte später im Januar 2020, dass sein Charakter ein Na'vi sei. Dies führte dazu, dass Thewlis größtenteils als Teil der Besetzung von Avatar: The Way of Water gemeldet wurde; er erklärte jedoch im Juni 2020, dass die Berichte falsch seien und dass er tatsächlich ein Teil von Avatar 3 bis Avatar 5 sein würde. Im Jahr 2019 trat Michelle Yeoh der Besetzung in einer Live-Action-Rolle als Dr. Karina Mogue bei.

### Dreharbeiten
Die Dreharbeiten zu Avatar: The Way of Water und Avatar: Fire and Ash begannen gleichzeitig am 25. September 2017 in Manhattan Beach, Kalifornien. Am 14. November 2018 gab Cameron bekannt, dass die Dreharbeiten mit der Hauptbesetzung der Performance-Capture abgeschlossen waren. Die meisten Dreharbeiten zu den nächsten beiden Fortsetzungen begannen nach Abschluss der Postproduktion der ersten beiden Fortsetzungen. Laut Produzent Jon Landau begannen die Live-Action-Dreharbeiten für Avatar: Fire and Ash und seinen Vorgänger Anfang 2019 in Neuseeland. Am 17. März 2020 gab Landau die Dreharbeiten zu Avatar bekannt. Folgefilme in Neuseeland waren als Reaktion auf die COVID-19-Pandemie auf unbestimmte Zeit verschoben worden. Er bestätigte auch, dass die Produktion in Los Angeles bleiben würde. Die Arbeit an visuellen Effekten wird jedoch bei Weta Digital in Wellington fortgesetzt.
Anfang Mai 2020 wurden von der neuseeländischen Regierung Gesundheits- und Sicherheitsprotokolle für die Produktion gebilligt, die die Wiederaufnahme der Dreharbeiten im Land ermöglichen. Das Produktionsteam für die Avatar-Fortsetzungen kehrte jedoch vorerst nicht nach Neuseeland zurück. Am 31. Mai wurde einem Teil der Avatar-Crew, einschließlich James Cameron, die Einreise nach Neuseeland unter einer speziellen Visumkategorie für Grenzbefreiungen für Ausländer gewährt, die für ein Projekt von „erheblichem wirtschaftlichem Wert“ als wesentlich erachtet wurden. Am 1. Juni 2020 veröffentlichte Landau ein Bild von sich und Cameron auf Instagram, was zeigt, dass sie nach Neuseeland zurückgekehrt waren, um die Dreharbeiten fortzusetzen. Nach ihrer Ankunft begannen alle 55 Filmcrew-Mitglieder, die nach Neuseeland gereist waren, eine zweiwöchige von der Regierung überwachte Isolationsphase in einem Hotel in Wellington, bevor sie die Dreharbeiten wieder aufnahmen. Dies machte Avatar: The Way of Water und Avatar: Fire and Ash zu den ersten großen Hollywood-Blockbustern, die die Produktion wieder aufnahmen, nachdem die Dreharbeiten aufgrund der Pandemie verschoben wurden. Im September 2020 gab Cameron bekannt, dass 95 % von Avatar: Fire and Ash fertiggestellt seien. Die Dreharbeiten wurden im Dezember 2020 abgeschlossen.
Anfang Juli 2022 bestätigte die neuseeländische Filmkommission, dass die Avatar-Fortsetzungen über den Screen Production Grant des Landes Steuergelder im Wert von über 140 Millionen NZ$ erhalten hatten. Zum Vergleich: Die Hobbit-Trilogie hatte 161 Millionen NZ$ an Filmsubventionen erhalten. Während die stellvertretende Vorsitzende der ACT-Partei, Brooke van Velden, das Filmsubventionsprogramm der Regierung kritisierte, weil es angeblich öffentliche Mittel aus anderen Bereichen umleite, argumentierte der Minister für wirtschaftliche Entwicklung und regionale Entwicklung, Stuart Nash, dass Neuseelands Filmsubventionen für große Hollywood-Produkte erhebliche Investitionen und Arbeitsplätze im Ausland für die neuseeländische Filmindustrie brachten.

## Musik
Im August 2021 gab Landau bekannt, dass Simon Franglen die Musik für die Avatar-Fortsetzungen komponieren wird.